# 桑塔尔人
桑塔尔人，又譯森索人，是定居於尼泊爾及印度的原住民，多數分布在尼泊爾和印度的賈坎德邦、西孟加拉邦、比哈爾邦、奧里薩邦和阿薩姆邦，也有小部分分布在孟加拉。他們是印度最大的部落社會之一。他們使用的語言是桑塔利语，屬於蒙達語族。

## 民族分佈、人口及語言

### 民族分佈
桑塔尔是定居 在尼泊爾的德賴平原及印度的土著，主要居住在尼泊爾和印度賈坎德邦、西孟加拉、 比哈爾邦、奧里薩邦和阿薩姆邦；另外也有部分分佈於孟加拉國和尼泊爾（在尼泊爾被稱作薩塔爾Satar）

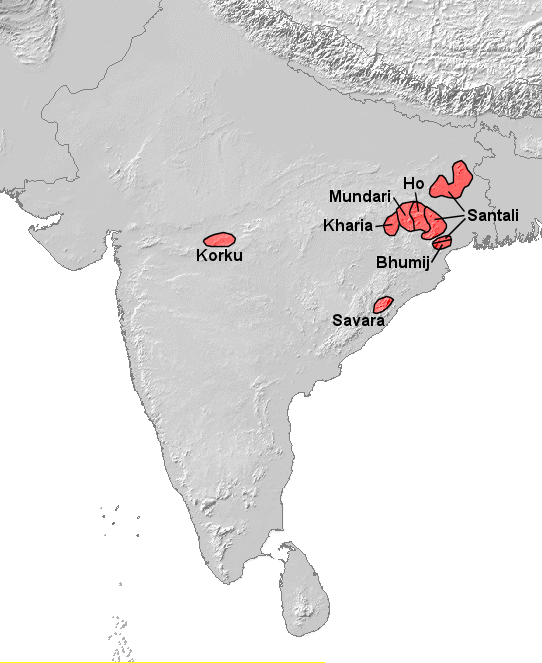
Santhal分布圖(1992)

### 人口
目前人口數約6,850,000~6,950,000人

### 語言

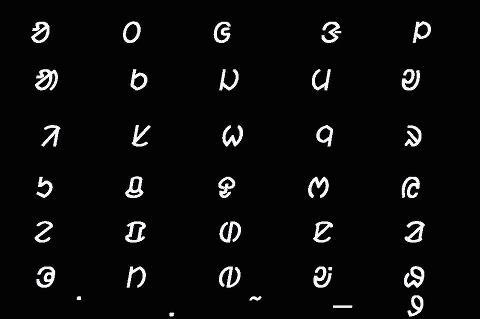
Ol Chiki Alphabet

使用語言為桑塔尔利語（Santali），屬於南亞語系的蒙達語族，文字有拉丁字母和Ol Chiki兩種

## 地理環境與氣候
Santhal people主要分佈於印度東北部各省，僅少部分分佈在尼泊爾和孟加拉

### 地形
- 北部山地：為喜馬拉雅山南坡，海拔5500～6000米，印度和尼泊爾邊境上的干城章嘉峰海拔8586米，為印度最高峰。南侧的小喜马拉雅山脉、西瓦利克山脈，海拔分别为2000～3000米、60～1500米，自北向南呈階梯狀遞降，直抵印度大平原
- 中部平原：是印度河、恆河、布拉馬普特拉河沖積成的中央平原。東西長2000多公里，南北寬240～500公里，平均海拔100～200米，是世界著名大平原之一。Santhal分佈在東部的恆河平原，地勢低平

### 氣候
印度大部分地區屬熱帶季風氣候。北有西馬拉雅山脈為屏障，阻擋冷氣團南侵。除高山地區外，各地年均温在24～27℃之間。
全國3/4的地區，最低溫度在0℃以上，年均降水量1134毫米。大部分地區在1000～2000毫米之間，沿海地帶及東北部喜馬拉雅山南麓超過2000毫米；阿薩姆邦的乞拉朋齊，年均降水量11437毫米，是世界降水量最多的地區之一。
3～5月為熱季，各地月平均氣溫可達30℃以上；6～9月是雨季，西南季風強烈，飽含水氣，氣溫會下降到27～28℃

## 歷史沿革
桑塔尔人並沒有文字歷史直到18世紀英國殖民者及西方傳教士到印度，在此之前，沒有文字的桑塔尔人以口傳（如歌謠、故事或傳說）等方式來傳承他們的風俗及傳統，而他們的語言、桑塔尔语至今仍保留著、是追訴其起源、遷徙、過往歷史和榮耀的重要資源之一。
關於人的誕生的傳說有三種說法：第一，人是從太陽升起的方向出現的；第二，人是從海洋裡出現的；第三，很久以前有兩隻天鵝，從他們的卵裡誕生出一男一女，兩隻天鵝向神問道該如何安置兩個人類，神讓牠們去尋找一個適合的地方，於是兩隻天鵝朝太陽落下的方向飛行，並找到HIHIRI PIPIRI這個地方，並照神的旨意將人類安置於此處。雖然三個傳說看似毫無關聯，但都暗示著桑塔尔人的遷徙大致上是由東向西。
在英國殖民時代，桑塔尔人於1855年反抗《康沃利斯勳爵永久協議》，是第一個反抗的印度民族；1850年代末，Sidhu Murmu, Kanhu Murmu, Chand Murmu and Bhairo Murmu藏匿將近85,000個桑塔尔人發動戰爭，對抗英國當時所實施的令人反感的法律。因此，桑塔尔的樂器和武器開始運往加爾各答地區，但中途他們便面對了英國軍隊而以失敗告終。
另外，Baba Tilka Majhi事件則是發生在1789，被視作是第一個以桑塔尔人為領袖的反抗英國政權事件；英國政府在1770年宣布對Zamindari的十年殖民，而後在1800則宣佈為永久殖民，這使得Zamindari和Santhal之間地區的交涉達成的機會微乎其微，於是Baba Tilka Majhi用榕樹做的弓箭殺了一位英國的陸軍中尉，不久後Baba Tilka Majhi也被吊死在同一棵榕樹上，殺雞儆猴、以示懲戒。

## 社會、家庭與婚姻

### 社會
桑塔尔的社會有幾項特點
- 屬於無階級制度的社會
- 沒有任何一個人、家庭或部族是比較優等或低下的

### 家庭與婚姻
在桑塔尔的社會中，婚姻被稱作“Bapla”。婚姻是桑塔尔人一生中最神聖、最重要的事情之一，其中有許多傳統與習俗是必須嚴格遵守的。嚴格禁止與其親族結婚，但可以跟母親的親族或分家親族結婚。桑塔尔的婚姻裡沒有年齡上的限制，新娘可能比新郎年輕、年老或相仿；桑塔尔的婚姻主要分成兩種形式，一種是經由媒人介紹，稱作“Raibar Bapla”，是最常見的一種，另一種則是夫妻自行處理一切事宜。

#### Raibar Bapla
是桑塔尔社會中最普遍的婚姻形式，由父母雙方各自挑選新郎與新娘，若兩人互相喜歡，會由一個媒人(Raibar)居中介紹。一般而言，新娘的父親會要求聘禮，聘禮會平分給新娘的父親、母親、母親的母親以及父親的母親，新娘的兄弟則會從新郎那裡獲得公牛

#### Sanga Bapla
這類婚姻是離婚女性或寡婦與鰥夫之間的婚姻類型。新娘與新郎在彼此都有意的情況下，通常由新郎採取主動行動；這種婚姻的聘禮通常比較少。這種婚姻的儀式被稱作“Sindurdan”，新郎會塗枺硃砂將Dimbu花裝飾在新娘的頭髮上

#### Kudam Bapla
如果一個女孩懷孕了，男方有義務必須與之結婚；通常男方要向Jog Majhi(酋長的助手)告知自己的冒犯及女方的懺悔，接著才會通知雙方的父母。新郎需支付聘禮及公牛，婚禮儀式上時新郎需塗抹硃砂並面向西面、而新娘則面向東面。

#### Kiring Jawae
若一對男女屬於同一個親族，酋長會召開評議會，通常結果會是否定的；如有此情形男方的父親需負擔女方未來出嫁（指嫁給其他男人）時的所有支出，如此一來酋長會安排女方遠嫁到其他村落，男方的姓名也會被保密

#### Ghardi Jawae
當一個男人家裡兒子很少，但有成年的女兒時，他需要人手來幫忙農地事務時，他可以以Ghardi Jawae的婚姻方式，由新娘家支付婚禮所需的所有支出，換種說法，新郎家不需要為婚禮支付任何金錢，但新郎必須在岳父家為其無償工作五年，換句話說，新娘的父親會給新郎（Ghardi Jawae）一片土地讓他為自己工作，不過五年期限到了之後，Ghardi Jawae就可以自由選擇離開

#### Tunki Dipil Bapla
窮男人常用的婚姻方式，因為他們沒有足夠的錢來支付一般婚姻（Raibar Bapla）所需的支出，一般這種婚姻新娘會頭頂一小籃子，伴隨著新郎，以及一些朋友和親戚回到她的家，新郎會為新娘塗上硃砂在頭上，並過上如夫妻一般生活

#### Itut Bapla
這是在男方不確定女方是否有意願接受自己時才會出現的情況，換言之即是強迫女方接受這場婚姻，這是非常稀有且令人輕視的情況，若男方支付雙倍的聘禮，這種婚姻仍是合法的，但若女方仍不願意，她可以在滿月時離婚，但終身將不能再嫁

#### Nirbolok Bapla
這可以說是女版的Itut Bapla，若女方無法嫁給她喜歡的人，她可以帶一壺米酒登門拜訪並堅持留宿，這時男方的家庭不能以任何暴力的手段將她趕走，他們會燃燒紅胡椒使之散發具刺激性味道的煙，這會使女方受不了而自動離開，但如果女方最後仍沒離開，她便可以擁有她的丈夫及家庭，通常這種情況女方甚至會被認定為是「丈夫」；這在桑塔尔社會中亦是十分罕見的情形

#### 離婚
桑塔尔社會中離婚是可被允許的。丈夫可以因妻子被證實是女巫、淫亂，不服從自己或一直居住在娘家提出離婚；妻子可以因丈夫沒有支付足夠的食物、衣服、飾品等提出離婚；不育症也會是造成離婚的理由之一。當離婚是因為丈夫方面的問題時，他不但不能要回聘禮，還必須另外支付金錢以作為賠款；若是因妻子方面的問題導致離婚，妻子的娘家需將聘禮歸還。離婚有一定的程序，丈夫必須單腳站在太陽底下，脖子上會繞著一件衣服，手持三片Sal葉子於末端，接著被他會被稱作Sin-Bonga，他會撕裂三片Sal葉、並推倒一個裝滿水的銅壺以代表分離，接著妻子也做同樣的事；據說如果葉子沒被完全撕毀或銅壺沒被清空的話，代表這對夫妻未來仍會在一起

## 產業與生活

### 產業
最初的Santhal人應是獵人或採集者，他們生活的地方森林環繞；從他們的藥典中可看出他們對植物及動物的了解，另外八十幾種陷阱的使用也反映他們打獵的知識。接著主要的經濟基礎轉為刀耕火種和農業。
在現代，有了運河和溝渠的灌溉，他們可以在梯田上種植水稻，另外還有豆科植物、花生、棉花和菸草都是重要的農作物；此外，Santhal人也養了黃牛、山羊和家禽，漁獵也是經濟中重要的一環。Santhal人的經濟偏向自給自足，但如果產品有剩餘，如米、米酒、小米、花生、芥末種子、蔬菜和水果，他們會將這些產品賣出或是用以物易物的方式銷出這些剩餘，山羊、家禽和魚若有剩餘一樣會銷出。
移工是很重要的角色，許多Santhal人因為去農園、礦場或工廠工作而移民。在孟加拉，有的人成為園丁或家僕，少部分受教育的菁英則成為政治家、律師、醫生或工程師；至於Santhal的女性，大部分從事護士的工作；對於在礦業或工地工作的女人而言，短暫移民就成了特別重要的一環。

### 生活

#### 食
Santhal人的飲食並不會加入太多香料或油，這也是他們人不致肥胖的原因。
因為稻米是主要種植的作物，因此米是Santhal人的主要食物，他們食用米料理，並有許多烹調法。其中一種叫Da Madi，是不將煮米用的水倒掉而連同米飯一起食用的料理，Da是「水」的意思，而Madi是「食物」的意思；通常他們會在Da Madi裡加入蔬菜；另外，他們也吃一些非素食的食物，例如：魚、青蛙、螃蟹、螞蟻、嚙齒動物、鳥、蛋等等。

#### 衣
早期的Santhal人以簡單的棉衣為主，現代則是穿著紗麗和兜提。

## 信仰與節日

### 信仰
Santhal的傳統信仰崇拜中包含以Marang buru(或稱Chando, Chando Bonga, Sing Bongo, Kando)為至尊神、六個主神，還有自然崇拜及祖靈崇拜。雖然他們沒有廟宇或偶像崇拜，但相信聖地或聖泉，Santhal人相信這些地方就是神聖力量所在的地方，稱作"Naeke"。
此外，每個家庭都會有兩個神，orakbonga（家庭神）及abgebonga（神秘神），祂們的名字只有家族的長子才知道，這些神對人類很友善，但同時也可能將悲慘和麻煩加諸到人身上。
即便基督教的傳教士在1862年就已經接觸Santhal社會，印度教和基督教在Santhal社會中都是只有虛名的信仰。
雖然Santhal信仰中巫術是極為突出的一種特色，但他們相信巫師具備操縱邪惡的力量，可以透過「惡魔之眼」或其他媒介，造訪村裡其他成員的病痛、死亡或災難；一個人如果透過筮術等儀式來驅除他人病痛，那麼他的巫師身份就會被巫師獵人或Ojha（驅魔師的一種）揭露，一旦巫師身份被揭露，那人會常態性的被部落成員毆打、懲罰或驅使命令，但不至於被殺害。在Santhal社會中巫師必定是女性，而Ojha必定是男性。

### 節日

#### Baha節
Haha在Santhal語中的意思即「花」，每年薩爾樹的開花季對Santhal人而言是一種神聖的標誌，也是Baha節開始的時候。Baha節共歷時三天。
- 第一天（Nayake Maha）
這天，祭司要以糞便來淨化他們的門，並前往村中“Jaher than”（聖林）為神明建立一個住所，接著進行祈禱，這個供奉Bonga-Buru的地方會被洗乾淨。這天晚上，祭司會向祖靈以及神明如Marangburu, Jaherenera等表達感謝。
- 第二天（Serva Maha）
到了第二天，Santhal人會聚集在Jatherthan唱歌跳舞，接著祭司會進行祈禱，進行諸多儀式來紀念神明和祖先，然後再將薩爾花穿戴在人民身上：男性將其塞在耳後，女性則裝飾在頭髮上。男男女女會跳Baha enenj，並由男性來以傳統樂器演奏音樂，同時他們會在跳完數圈後唱Baha serenj。舞蹈結束後，祭司會將缽交給村中的單身男性，接著前往他的家，當他們進入村莊時所有女性會與祭司同行，她們跳舞直到抵達祭司的家，抵達時女性們會再跳一次Baha enej。

當祭司進入村莊並經過每戶人家時，為祭司洗腳的女性都會獲得薩爾花，這代表著薩爾花在他們的部落中代表著重要的意義。
- 第三天（Rasca day）
第三天，Santhal人會互相道喜並與拜訪他們的客人一同度過快樂的時光。這天，他們為彼此唱著民謠跳著舞，並享受著肉的饗宴和Jil Pitha（麵包中混著米和肉）[16]

## 藝術與文學

### 藝術
傳統歌曲種類多而繁雜，有儀式文本、敬神舞蹈等，它們依據其與內容的關聯性來分類；基督教的歌曲都是以相同的模式進行作曲。每一種歌曲都伴隨著獨特種類的傳統舞蹈，例如比較性感的舞蹈搭配著情歌。
近年來的民間戲曲多半都帶有政治相關的弦外之音，通常都表現出現代化與部落、振興Santhal部落的整體性。
在視覺藝術方面，則會提到他們的家庭裝飾設計、傳統木雕、以鐵或銀製作的傳統首飾。

### 文學
Santhal口頭文學包含民俗故事、神話、謎語和鄉野故事，多數已有被紀錄及書寫。
現代也有許多是以Santhal語寫成的，如：報紙、基督教書籍、課本等。

## 族人
- 德拉帕迪·慕爾穆：印度總統

## 外部連結
- Ethnologue report on Santali （页面存档备份，存于）
- "We Santhals" web site （页面存档备份，存于）
- English-Santali/Santali-English dictionaries （页面存档备份，存于）